# Михалёвский (хутор)
Михалёвский — хутор Каширского района Воронежской области. Входит в состав Можайского сельского поселения.

## Население
| 2010 |
| ---- |
| 8    |

## Инфраструктура
Улицы
- ул. Михалёвская.